# بدفورد (شهرک)، نیویوک
بدفورد (به انگلیسی: Bedford) یک شهرک در نیویورک است که در شهرستان وستچستر، نیویورک واقع شده‌است.

## خصوصیات
بدفورد ۱۰۲٫۱ کیلومترمربع مساحت و ۱۷٬۳۳۵ نفر جمعیت دارد و ۱۱۶٫۱۳ متر بالاتر از سطح دریا واقع شده‌است.